# Cigarettändaruttag

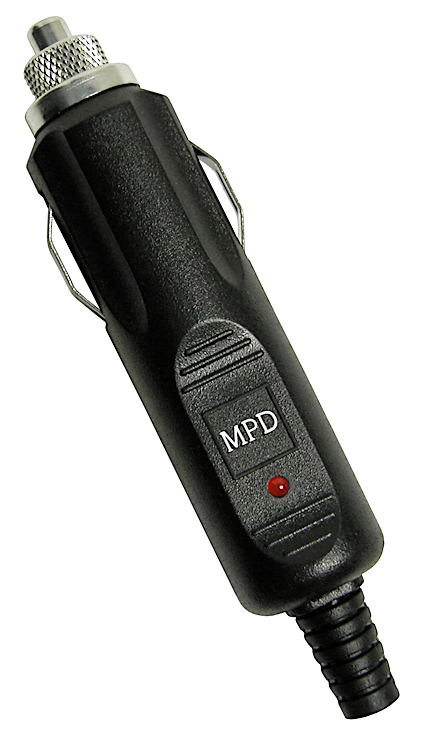
Kontakt för anslutning till cigarettändaruttag

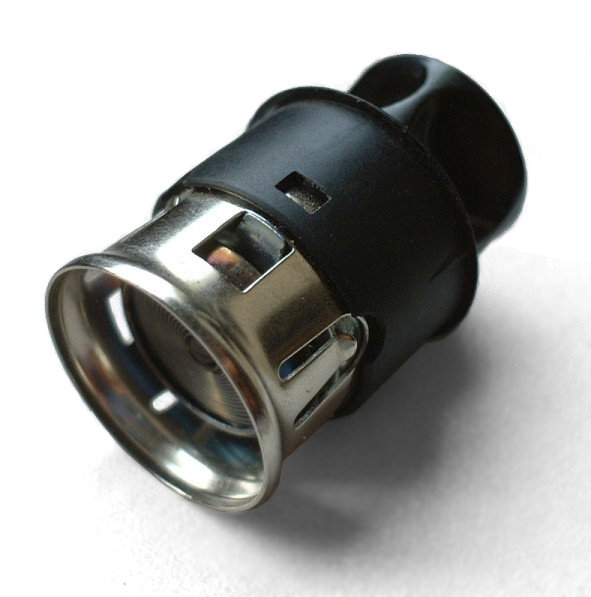
Elektrisk cigarettändare för bil

Cigarettändaruttag är ett elektriskt anslutningssystem som används i bilar för att värma cigarettändare och förse elektriska apparater med energi genom en plugg eller omvandlare (som kan förändra spänning, eller ström). Kontakten var ursprungligen konstruerad för att tillhandahålla elektrisk energi till olika apparater, och är långtifrån en idealisk effektanslutning av flera skäl: mest påtagligt är att tre storlekar samexisterar (två för 12 V DC och en för ett äldre 6 V DC system) och anpassning mellan olika storlekar på 12 V DC kontakter är problematisk. Detta, kombinerat med den för det mesta ostadiga kontakten som åstadkommer kontakttryck genom att använda friktion och fjädrar, tillsammans med den ibland klena tråddimensionen för anslutningen som endast kan hantera svaga strömmar. Det innebär att anslutningar ibland är opålitliga och därmed olämplig för apparater som kräver stor effekt.